# Blair Witch
Blair Witch è un film del 2016 diretto da Adam Wingard. 
Film horror, sequel diretto di The Blair Witch Project - Il mistero della strega di Blair (1999), è stato sceneggiato da Simon Barrett.

## Trama
2014. Il giovane James Donahue vede dei video contenenti ipotetiche immagini della sorella Heather, scomparsa nel 1994 a Burkittsville nel Maryland. Credendola ancora viva, decide di entrare nella foresta, accompagnato dagli amici Peter Jones, Ashley Bennett e la studentessa Lisa Arlington, che vuole filmare la ricerca per un documentario. Coloro i quali avevano trovato il video della sorella di James, Talia e Lane, si uniscono a loro.
Quando si fermano per la prima notte, Lane e Talia discutono della troupe scomparsa di Heather, oltre che degli altri eventi che loro attribuivano alla strega. La notte passa immersa in rumori, che culminano il giorno dopo con il ritrovamento di strane figure stilizzate appese agli alberi. Tuttavia Lisa nota dello spago nello zaino di Lane, così da provocare l'allontanamento delle guide per il fatto di essere sospettati di aver creato quelle figure stilizzate.
Il resto del gruppo riprende il cammino e, dopo molto tempo, giungono nello stesso posto da cui erano partiti: hanno girato in cerchio. Lisa cerca quindi di capire la loro posizione guidando un drone dotato di telecamera sopra gli alberi, ma a causa di malfunzionamenti lo vede precipitare tra i rami di un albero.
Nel frattempo, Ashley, che si era infettata un piede a causa di una grave ferita riportata mentre raggiungevano il luogo dove si accamparono il primo giorno, costringe la combriccola a stanziarsi nuovamente lì. Peter, allontanatosi per cercare legna da ardere, viene inseguito da qualcosa, ferito e rapito.
In quella notte ricompaiono Lane e Talia, sostenendo di aver girato la foresta per cinque giorni, e senza vedere neppure un'alba. Credendo di essere abbagliato da qualcosa, Lane scappa.
In quello che dovrebbe essere il giorno dopo, James e Lisa scoprono che il sole non è sorto, accentuato dal ritrovamento di grosse figure stilizzate nei pressi delle loro tende. Una di queste figure aveva legati capelli appartenenti a Talia, lei accorgendosene lo fa notare al gruppo e Ashley, presa dalla rabbia, accusa Talia di aver creato lei stessa queste figure, spezzandone nel frattempo una a metà: la stessa sorte che tocca a Talia contemporaneamente, dinanzi ai loro occhi, infatti, la ragazza si spezza in due.
Così, una forza invisibile solleva e fa volare via la loro tenda, creando il panico tra il gruppo, che si separa. Nella ritirata Ashley riesce a individuare il drone sulla cima di un albero: tenta di scalarlo per recuperare il velivolo, ma cade ed esce dall'inquadratura.
I due superstiti, sorpresi da un temporale, raggiungono una casa abbandonata. James, intravista quella che potrebbe essere sua sorella aggirarsi al piano superiore, entra nella costruzione e subito incontra Peter costretto in un angolo. James, sentendosi inseguito, fugge e tenta di chiudersi dentro una stanza. Lisa, che era rimasta fuori, entra in casa per cercare James. Inseguita a sua volta, viene rinchiusa da Lane in un pozzo. Riesce a fuggire attraverso uno stretto tunnel e in seguito uccide Lane.
Presa la telecamera, Lisa viene inseguita da una creatura mostruosa gialla. Corre in soffitta e aiuta James a rifugiarsi in quella parte della casa. James, per sfuggire alla minaccia della strega, le ordina di rivolgersi verso un angolo della stanza e le chiede disperatamente scusa per il destino che di lì a poco si sarebbe compiuto.
James, "costretto" a girarsi sentendo la voce della sorella, viene preso. Lisa, brandendo la videocamera diretta dietro di lei, comincia a camminare all'indietro. Sente la voce di James, si gira e viene presa.

## Distribuzione
La pellicola è stata presentata al Toronto International Film Festival l'11 settembre 2016 e poi distribuita nelle sale cinematografiche statunitensi il 16 settembre dello stesso anno. In Italia è stato distribuito il 21 settembre.